# Большекрутинська
Большекру́тинська (рос. Большекрутинская) — присілок у складі Омутинського району Тюменської області, Росія.
Населення — 259 осіб (2010, 244 у 2002).
Національний склад станом на 2002 рік:
- росіяни — 70 %